# Литвиновские Хутора
Литвиновские Хутора — деревня в Кольчугинском районе Владимирской области России, входит в состав городского поселения Кольчугино.

## География
Деревня расположена в 3 км на восток от райцентра города Кольчугино.

## История
После Великой Отечественной войны деревня входила в состав Литвиновского сельсовета Кольчугинского района, с 2005 года — в составе городского поселения Кольчугино.

## Население
| 2002 | 2010 | 2021 |
| ---- | ---- | ---- |
| 3    | ↗8   | ↘6   |